# تل باشر

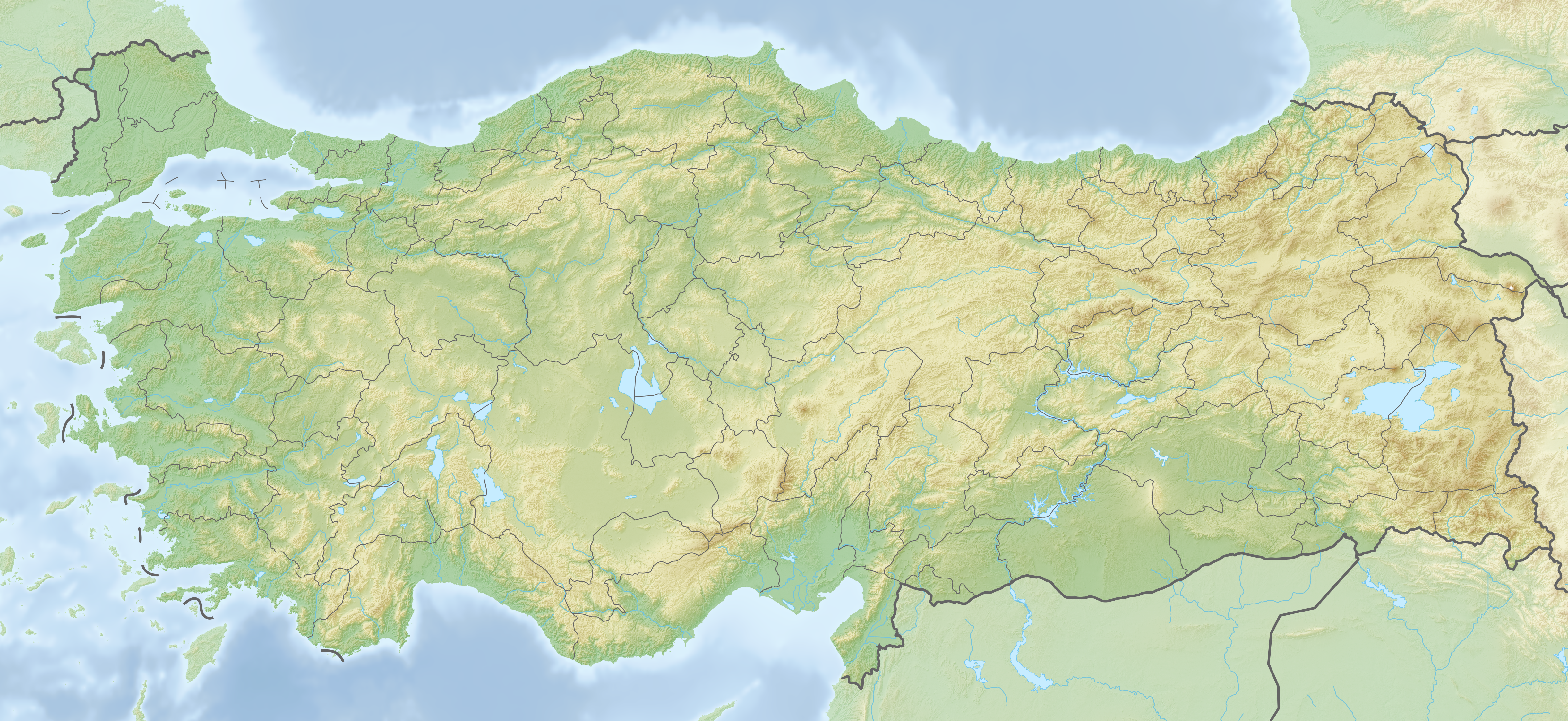

تل باشر تقع الآن ضمن الأراضي التركية
وكانت جزءا من الامبراطورية البيزنطية ولكن خضعت تحت سيطرة أمراء الأرمن المحلية في أواخر القرن الحادي عشر. ثم أصبحت واحدة من المعاقل الرئيسية للصليبيين وجزءًا من كونتية الرها. بعد سقوط الرها لزنكي أصبحت المدينة الرئيسية في ما تبقى من مقاطعة حتى تم بيعها في نهاية المطاف إلى الإمبراطور مانويل كومنينوس في 1150. و سقطت بيد نور الدين في غضون هذا العام.